# Daniel Chorzempa
Daniel Chorzempa, né le 7 décembre 1944 à Minneapolis (États-Unis) et mort le 25 mars 2023 à Florence (Italie), est un organiste, pianiste, claveciniste, architecte et compositeur américain.

## Biographie
Daniel Walter Chorzempa fait des études musicales à l'Université du Minnesota puis à la Hochschule für Musik de Cologne. Depuis 1970 il est membre du studio de musique électronique de Cologne, contexte dans lequel il compose. Devenu un spécialiste de l'œuvre de Julius Reubke, il a enregistré des versions de référence des concertos pour orgue de Haendel et des symphonies pour orgue de Charles-Marie Widor dont la célèbre symphonie no 5. Chorzempa a également enregistré en entier Le Clavier bien tempéré, sur divers instruments à clavier. Il est réputé entre autres pour sa mémoire prodigieuse qui lui permet de donner tous ses récitals de mémoire.

## Discographie sélective
- Georg Friedrich Haendel, Concertos pour orgue avec le Concerto Amsterdam dirigé par Jaap Schröder (Philips)
- Charles-Marie Widor, Symphonies (Symphonie no 5 pour orgue en fa mineur et no 10) sur l'orgue Cavaillé-Coll de St-Sernin à Toulouse (Philips)